# Francis Ford Coppola
Francis Ford Coppola (pron.:ˈkɔppola; Detroit, 7 de Abril de 1939) é um produtor, roteirista e  cineasta ítalo-norte-americano. Coppola é mais reconhecido internacionalmente por dirigir uma das mais aclamadas trilogias da história do cinema, The Godfather e clássicos como Apocalypse Now, The Conversation, Bram Stoker's Dracula, entre outros, e por escrever o roteiro do premiado Patton. É filho do compositor Carmine Coppola, e pai da cineasta Sofia Coppola, avô da também cineasta Gia Coppola, tio do ator Nicolas Cage e irmão da atriz Talia Shire. Já foi indicado 14 vezes ao Oscar e venceu por 5 vezes.

## Biografia
Nascido em Detroit, em 1939, numa família ítalo-americana vinda de Bernalda, Basilicata, Coppola cresceu no bairro de Queens em Nova Iorque, para onde a família se mudou após o seu nascimento. O pai, Carmine Coppola, era músico e compositor (uma canção sua surge em Tucker: Um Homem e o Seu Sonho, 1988) e a mãe atriz. Quando tinha nove anos contraiu poliomielite.

## De 1960 a 1978

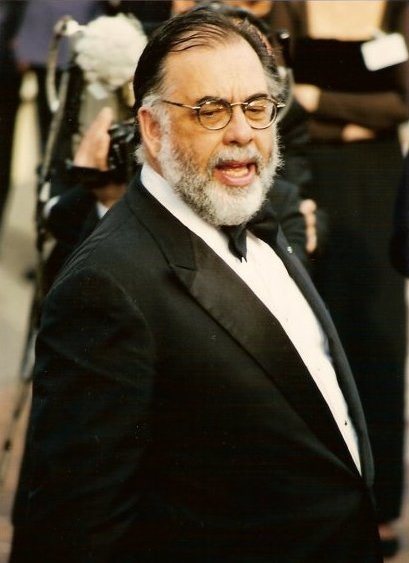
Coppola em Cannes, 1996

Coppola estudou cinema na UCLA e enquanto por lá fez inúmeros pequenos filmes. Nos fins da década de 60, começou a sua carreira profissional realizando filmes de baixo orçamento com Roger Corman e escrevendo roteiros.
Logo a seguir à realização do seu primeiro filme You’re a big boy now, foi oferecida a Coppola a direção da versão para cinema do musical da Broadway, Finian’s Rainbow, protagonizado por Petula Clark, no que era o seu primeiro filme nos Estados Unidos, e pelo veterano Fred Astaire. O produtor Jack Warner, mal impressionado com o aspecto hippie de Coppola, deixou-o entregue a si mesmo. Coppola pegou o elenco e foi para Napa Valley rodar os exteriores, mas as diferenças entre estas filmagens e as gravadas em estúdio eram enormes, o que resultou num filme pouco homogêneo. Sendo feito com material obsoleto, o sucesso não foi grande, mas sem dúvida o seu trabalho com Petula Clark contribuiu para a sua nomeação para o Globos de Ouro como melhor atriz.
Em 1971 Coppola ganhou um Oscar pelo seu roteiro em Patton.
No entanto foi em 1972 que Coppola conseguiu ser reconhecido mundialmente por dirigir um dos clássicos mais aclamados do cinema The Godfather, Coppola adaptou do livro homônimo escrito por Mario Puzo. The Godfather venceu o Oscar de melhor filme e Coppola foi indicado a melhor diretor e venceu junto com Puzo na categoria de melhor roteiro adaptado.

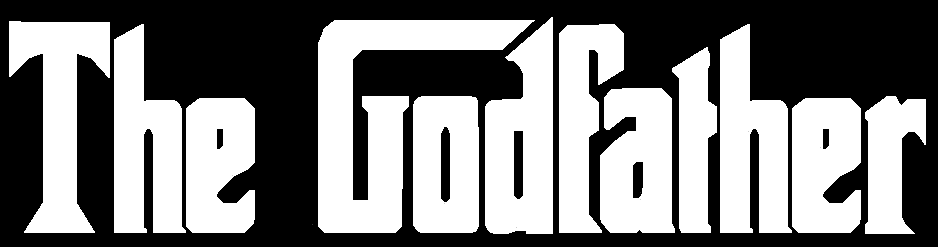
Logo de The Godfather

Em 1974 Coppola deu sequência a The Godfather com The Godfather: Part II que se tornaria a primeira sequência a ganhar o Oscar de melhor filme, The Godfather: Part II venceu em outras cinco categorias, incluindo melhor diretor e melhor roteiro adaptado para Coppola.
Durante este período escreveu o roteiro para The Great Gatsby, estrelado por Mia Farrow e Robert Redford, que foi um desastre completo em nível comercial e da crítica, e produziu o segundo (o primeiro foi THX 1138) filme de George Lucas, American Graffiti.

## Depois de 1979
Após o sucesso dos dois The Godfather, Coppola dedicou-se a um projeto ambicioso, Apocalypse Now, baseado em Heart of Darkness de Joseph Conrad. A realização do filme foi marcada por inúmeros problemas, desde tufões, e abuso de drogas, até ao ataque de coração de Martin Sheen e à aparência inchada de Marlon Brando, que Coppola tentou esconder, filmando-o na sombra. O filme foi adiado tantas vezes, que chegou a ser alcunhado de "Apocalypse Whenever". Quando finalmente estreou, o filme foi amado e odiado pela crítica e os seus elevados custos quase levaram ao colapso da American Zoetrope, o estúdio recém criado de Coppola. No documentário de 1991, Hearts of Darkness: A Filmmaker’s Apocalypse, dirigido pela esposa de Coppola, Eleanor Coppola, Fax Bahr e George Hickenlooper relatam as dificuldades que a equipa passou e mostra cenas dessas dificuldades filmadas por Eleanor.
Apesar dos contratempos e problemas de saúde que Coppola sofreu durante a filmagem de Apocalypse, continuou com os seus projectos. Em 1981 apresentou a restauração do filme de 1927 Napoléon, editado nos Estados Unidos pela Zoetrope. No entanto, somente em 1982 é que Francis voltou à realização, com o filme One From the Heart, que foi um fracasso enorme, tendo no entanto criado um certo culto à sua volta anos depois. Esse filme lhe deixou uma dívida de 30 milhões de dólares. Isso, somado a falência de seu estúdio, o American Zoetrope, fez com que o diretor entrasse em um período conturbado, em que teve que aceitar dirigir e associar seu nome a diversos trabalhos encomendados, que normalmente não lhe despertariam interesse.
Em 1986, Coppola e George Lucas dirigiram o filme Captain Eo, com Michael Jackson, para os parques temáticos da Disney, que até à altura tinha sido o filme mais caro por minuto já feito.
Em 1990 completou a série dos "Godfather" com The Godfather: Part III que, não sendo aclamado pela crítica como os anteriores, foi um grande sucesso de bilheteira e indicado a sete Oscares, incluindo um de Melhor Diretor e outro de Melhor Filme.